# Dolisie
Dolisie (în trecut Loubomo) este un oraș  în  partea de sud a Republicii Congo,  centru administrativ al departamentului  Niari.